# Litoria majikthise
Espèce
Statut de conservation UICN

 DD  : Données insuffisantes
Litoria majikthise est une espèce d'amphibiens de la famille des Pelodryadidae.

## Répartition
Cette espèce est endémique de la province ouest en Papouasie-Nouvelle-Guinée. Elle se rencontre dans le bassin supérieur de la rivière Ok Tedi entre 550 et 1 200 m d'altitude dans les Star Mountains.

## Étymologie
Cette espèce est nommée en référence au personnage de l’œuvre Le Guide du voyageur galactique de Douglas Adams, Majikthise.

## Publication originale
- Johnston & Richards, 1994 : A new species of Litoria (Anura:Hylidae) from New Guinea and a redefinition of Litoria leucova (Tyler, 1968). Memoirs of the Queensland Museum, vol. 37, no 1, p. 273-279.